# Федорцово
Федорцово — деревня в Сергиево-Посадском районе Московской области России, входит в состав сельского поселения Селковское.

## Население
| 1835 | 1850 | 1857 | 1859 | 1886 | 1895 | 1905 | 1926 |
| ---- | ---- | ---- | ---- | ---- | ---- | ---- | ---- |
| 236  | ↗243 | ↗247 | ↘245 | ↗290 | ↗302 | ↘287 | ↗302 |
| 2002 | 2006 | 2010 |      |      |      |      |      |
| ↗782 | ↗805 | ↘769 |      |      |      |      |      |

## География
Деревня Федорцово расположена на севере Московской области, в северной части Сергиево-Посадского района, примерно в 91 км к северу от Московской кольцевой автодороги и 41 км к северу от станции Сергиев Посад Ярославского направления Московской железной дороги, на автодороге Р104, по левому берегу реки Сулати.
В 34 км к западу от деревни проходит автодорога Р112, в 27 км юго-восточнее — Ярославское шоссе М8, в 30 км юго-западнее — Московское большое кольцо А108. Ближайшие населённые пункты — село Заболотье, деревни Морозово, Переславичи, Полубарское и Скорынино. К деревне приписаны четыре садоводческих товарищества (СНТ).
Связана автобусным сообщением с городом Сергиевым Посадом, городом Калязином Тверской области и селом Нагорье Ярославской области.

## История
В «Списке населённых мест» 1862 года — владельческая деревня 2-го стана Переяславского уезда Владимирской губернии на Углицком просёлочном тракте, от границы Александровского уезда к Калязинскому, в 52 верстах от уездного города и 38 верстах от становой квартиры, при речке Суходи, с 27 дворами, 2 фабриками и 245 жителями (116 мужчин, 129 женщин).
По данным на 1895 год — центр Федорцевской волости Переяславского уезда с 302 жителями (142 мужчины, 160 женщин). Основным промыслом населения являлось хлебопашество, 48 человек уезжали в качестве красильщиков по бумаге, шерсти и шёлку на отхожий промысел в Москву и Московскую губернию.
По материалам Всесоюзной переписи населения 1926 года — деревня Переславицкого сельсовета Федорцевской волости Сергиевского уезда Московской губернии в 15 км от Угличско-Сергиевского шоссе и 49 км от станции Софрино Северной железной дороги; проживало 302 человека (125 мужчин, 177 женщин), насчитывалось 69 хозяйств (66 крестьянских), располагался волостной исполнительный комитет.
С 1929 года — населённый пункт Московской области в составе:
- Федорцевского сельсовета Константиновского района (1929—1954)[18],
- Заболотьевского сельсовета Константиновского района (1954—1957)[19],
- Заболотьевского сельсовета Загорского района (1957—1959)[20],
- Веригинского сельсовета Загорского района (1959—1963, 1965—1991)[21][22],
- Веригинского сельсовета Мытищинского укрупнённого сельского района (1963—1965)[22][23],
- Веригинского сельсовета Сергиево-Посадского района (1991—1994)[23],
- Веригинского сельского округа Сергиево-Посадского района (1994—2006, адм. центр)[24],
- сельского поселения Селковское Сергиево-Посадского района (2006 — н. в.)[25][26].